# José Joaquín Vicuña
José Joaquín Vicuña Larraín (1786 - La Serena, 1857) fue un militar y político chileno del periodo de la Independencia y de la Organización de la República.

## Familia
Fue hijo de Francisco de Vicuña e Hidalgo y de María del Carmen de Larraín y Salas, miembro del Clan de los Ochocientos. Fue también hermano del Presidente Francisco Ramón y del primer Arzobispo de Santiago, Manuel Vicuña Larraín.
Casó con Carmen del Solar y Marín (hija de Bernardo del Solar y Josefa Marín Esquivel, dueños del mineral de Tamaya), con quien tuvo 11 hijos.
Fue alcalde de La Serena durante 1817 y 1818, retornando a dicho cargo en 1834 y 1843. Fue diputado por Illapel en la Asamblea Provincial de Coquimbo durante diversos periodos, entre 1823 y 1828.
Su elección como vicepresidente de la República por parte de la bancada pipiola en el Congreso Nacional en 1829 fue el hecho que dio origen a la revolución que daría lugar a la guerra civil chilena de 1829-1830. Alcanzó a ejercer por un brevísimo tiempo, pues entregó el mando a Francisco Ramón Vicuña Larraín, a la sazón presidente del Congreso. La revuelta finalizó con la Batalla de Lircay y el advenimiento de la llamada República Conservadora.
Vicuña no alcanzó a asumir la vicepresidencia. Su partido, el Liberal, fue vencido en la revuelta por los Pelucones y él se encerró en sus tierras cerca de La Serena.
Fue el fundador de la ciudad de San Isidro de Vicuña en 1821 e Intendente de la Provincia de Coquimbo en los años 1818, 1820, 1821, 1828 y 1841.
Falleció en La Serena en 1857, sus restos yacen en el cementerio municipal de dicha ciudad.